# Luçon (Vendeia)
Luçon é uma comuna francesa na região administrativa da Pays de la Loire, no departamento de Vendéia. Estende-se por uma área de 31,52 km². Em 2010 a comuna tinha 9 962 habitantes (densidade: 316,1 hab./km²).